# 아이패드 미니
아이패드 미니(iPad mini)는 애플에 의해 개발 및 판매되는 태블릿 PC이다.

## 역사
2012년 10월 16일, 애플은 10월 23일 캘리포니아주 새너제이의 캘리포니아 시어터에서 미디어 이벤트를 계획하였다고 발표하였다. 애플은 이벤트의 주제를 언급하지 않았으나 아이패드 미니인 것으로 널리 예측되었다. 이 행사에서 애플 CEO 팀 쿡은 신형 맥북 패밀리와 새로운 세대의 맥북 프로, 맥 미니, 아이맥, 미공개 아이패드 4세대, 그리고 아이패드 미니를 선보였다.

## 특징
아이패드 미니는 시리, Safari, 메일, 포토, 비디오, 뮤직, iTunes, App Store, 지도, 노트, 켈린더, Game Center, Photo Booth, Contacts를 포함한 몇 가지 사전 설치된 애플리케이션이 설치되어 있다. 모든 iOS 기기와 마찬가지로 iPad는 iTunes를 사용하는 Mac이나 PC와 애플의 iCloud 온라인 서비스와 컨텐츠 및 기타 데이터를 동기화할 수 있다. 아이패드 미니는 휴대폰 네트워크를 통해 전화를 걸 수 있도록 설계되지 않았지만 헤드셋이나 내장 스피커, 마이크 등을 사용할 수 있고 스카이프 등 VoIP 애플리케이션을 이용해 Wi-Fi나 휴대폰을 통해 전화를 걸 수 있다.

## 같이 보기
- iOS 제품 목록